# Абу-эль-Хасиб
Абу-эль-Хасиб (араб. أبو الخصيب‎) — город на юго-востоке Ирака, расположенный на территории мухафазы Басра. Административный центр одноимённого округа.

## Географическое положение
Город находится в восточной части мухафазы, в правобережной части долины реки Шатт-эль-Араб, на высоте 14 метров над уровнем моря.

Абу-эль-Хасиб расположен на расстоянии приблизительно 13 километров к востоку-юго-востоку (ESE) от Басры, административного центра провинции и на расстоянии 450 километров к юго-востоку от Багдада, столицы страны.

## Экономика
Основу экономики города составляет сельскохозяйственное производство.

## Население
По данным последней официальной переписи 1965 года, население составляло 12 681 человека.
Динамика численности населения города по годам:
| 1965   | 2012   |
| ------ | ------ |
| 12 681 | 38 147 |